# Туктагулово
Туктагулово (баш. Туктағол) — село в Туймазинском районе Республики Башкортостан Российской Федерации. Входит в состав Бишкураевского сельсовета.

## География

### Географическое положение
Расстояние до:
- районного центра (Туймазы): 37 км,
- центра сельсовета (Бишкураево): 8 км,
- ближайшей ж/д станции (Кандры): 12 км.

## Топоним
Название происходит от личного имени Туктағол.

## История
Первое упоминание - 1752 г. Деревня была основана припущенниками из башкир и тептярей.  Своё пребывание в деревне припущенники оформили с вотчинниками Канлинской волости в 1755 г. Через 7 лет по VII ревизии тептярей насчитывалось 40 душ мужского пола. Первая советская перепись указала ошибочно всех жителей башкирами, но они составляли только половину населения деревни. Также отметим, что тептяри, зафиксированные в 1762 г., были первоначально ясачными татарами.
В 1870 г. указано наличие двух мечетей, училища.
В 1843 г. 297 башкир засеяли 312 пудов озимого и 1528 пудов ярового хлеба. Ими было посажено 48 пудов картофеля.

## Население
| 2002 | 2009 | 2010 |
| ---- | ---- | ---- |
| 584  | ↗620 | ↗658 |

Национальный состав
Согласно переписи 2002 года, преобладающая национальность — башкиры (86 %).

## Религия
В селе есть мечеть.